# Woodlawn-Oakdale
Woodlawn-Oakdale é uma Região censo-designada localizada no estado americano de Kentucky, no Condado de McCracken.

## Demografia
Segundo o censo americano de 2000, a sua população era de 4937 habitantes.

## Geografia
De acordo com o United States Census Bureau tem uma área de
15,4 km², dos quais 15,4 km² cobertos por terra e 0,0 km² cobertos por água.

## Localidades na vizinhança
O diagrama seguinte representa as localidades num raio de 12 km ao redor de Woodlawn-Oakdale.